# Степок (Винницкая область)
Степок (укр. Степок) — посёлок, входит в Черневецкий район Винницкой области Украины.
Население по переписи 2001 года составляло 44 человека. Почтовый индекс — 24123. Телефонный код — 4357. Занимает площадь 0,015 км². Код КОАТУУ — 524981503.

## Местный совет
24123, Вінницька обл., Чернівецький р-н, с.Борівка, вул.Перемоги,32а